# Lucia Steigerwald
Lucia Steigerwald (* 22. Januar 1913 in Lodz; † 17. August 1995 in Hannover) war eine deutsche Malerin und Bildhauerin.

## Leben
Lucia Steigerwald wuchs in Danzig auf, wo sie Malerei, Kunstgeschichte und Anglistik studierte. Nach ihrer Hochzeit mit einem Englischlehrer reiste sie in die Kunstmetropolen Europas, hielt sich auch längere Zeit beispielsweise in Paris, London und Athen auf.
Steigerwald hatte vier Kinder, darunter den Kunsthistoriker Frank Neidhart Steigerwald.
Nach dem Zweiten Weltkrieg ließ sie sich zunächst in München nieder, ab 1950 dann in Hannover. Hier wurde sie Mitglied der GEDOK NiedersachsenHannover und des BBK Niedersachsen sowie Beirat im Kunstverein Hannover.
„Eine expressive, vitale Malweise kennzeichnet“ das Werk von Lucia Steigerwald. Ihre Werke wurden in zahlreichen Ausstellungen der Gedok und des BBK Niedersachsen gezeigt sowie regelmäßig in den Herbstausstellungen des Kunstvereins Hannover.
Im August 1995 verstarb sie im Alter von 82 Jahren in Hannover.

## Auszeichnungen
Lucia Steigerwald wurde mit Preisen und Medaillen in Paris, Athen und Madrid geehrt, außerdem 1995 mit dem „6. Kunstpreis der Stadtsparkasse Hannover“.